# ویلیوچینسک
شهر ویلیوچینسک (به روسی: Вилючинск) در کشور روسیه و در کرای کامچاتکا واقع شده‌است.